# 나카나이촌
나카나이촌(中内村)은 이와테현 와가군에 설치되었던 촌이다. 현재의 하나마키시에 해당한다.